# Mentiras piadosas (pel·lícula de 2008)
|  | Per a altres significats, vegeu «Mentiras piadosas (desambiguació)». |

Mentiras piadosas és una pel·lícula dramàtica argentina dirigida per Diego Sabanés i estrenada el 2008.
És una versió lliure del relat “La salud de los enfermos” de Julio Cortázar.

## Argument
Pablo, el fill preferit de mamà, viatja a París per a tocar al costat d'uns amics en un cabaret de poca muntada. Les setmanes passen i ningú no té notícies d'ell. La incertesa agreuja el fràgil estat de salut de la seva mare, per la qual cosa els seus germans, Jorge i Nora, decideixen escriure cartes falses i enviar-li regals, postergant la tornada. Per reforçar el simulacre, li demanen a la xicota de Pablo que continuï amb les seves visites. Com la mare la nota trista, li proposa d'avançar els preparatius del casament, per agilitar la seva tornada. La ficció es ramifica involucrant altres personatges, mentre la casa va sent a poc a poc desmantellada per afrontar els deutes que generen les trameses de París.

## Repartiment
- Marilú Marini: mare
- Walter Quiroz: Pablo
- Claudio Tolcachir: Jorge
- Paula Ransenberg: Nora
- Verónica Pelaccini: Patricia
- Claudia Cantero: Celia
- Hugo Avarez: Ernesto
- Mónica Lairana: criada
- Víctor Laplace: pare
- Lydia Lamaison: àvia

## Nominacions
2009
- Acadèmia del Cinema de l'Argentina al primer treball per Diego Sabanés
- Acadèmia del Cinema de l'Argentina al millor make-up per Dora Roldán
- Acadèmia del Cinema de l'Argentina al millor guió adaptat per Diego Sabanés